# 안병호 (1947년)
안병호(安柄鎬, 1947년 9월 10일 ~ )는 대한민국의 정치인이다. 제44·45대 전라남도 함평군수를 역임했다.

## 생애
안병호는 1947년 9월 10일 전라남도 함평군에서 출생했다. 1994년부터 2006년까지는 제6~8대 함평축산업협동조합 조합장을 맣았고, 2005년부터 2006년까지는 농민신문 이사를 역임했다. 2006년 민주당 소속으로 지방 선거에 출마했으나 낙선했다. 2010년에 출마한 두 번째 선거에서는 당선되었고 다음 선거에서도 당선되었다. 안병호는 2010년부터 2018년까지 8년 동안 함평군수로 재임했다.

## 상습 강제추행
안병호는 전라남도 함평군수로 재직 중 2010년 10월부터 2015년 9월까지 함평군청 여직원이나 지인 여성 등 5명을 총 11회에 걸쳐 상습적으로 추행했다.
2021년 1월 14일 광주고등법원 형사1부는 항소를 기각해 징역 1년 6월을 선고한 원심판결을 유지하고 안병호를 법정구속했다.

## 학력
- 나산초등학교 졸업
- 목포제일정보중고등학교 졸업
- 초당대학교 사회복지학과 졸업

## 역대 선거 결과
|  | 39.72% |

|  | 58.37% |

|  | 58.03% |